# Domininkas
Domininkas ist ein litauischer männlicher Vorname.

## Herkunft und Bedeutung
Der Name Domininkas kommt in erster Linie in Litauen vor.

## Personen
- Domininkas Velička (1940–2022),  Physiker und  Politiker, Mitglied des Seimas
- Domininkas Kosakovskis (1711–1743), Beamter und Stadtgründer